# Protektorat Czech i Moraw
Protektorat Czech i Moraw (cz. Protektorát Čechy a Morava, niem. Protektorat Böhmen und Mähren) – autonomiczna jednostka administracyjna utworzona 16 marca 1939 przez niemiecką Rzeszę z okupowanych od 15 marca 1939 Czech, Moraw i Śląska Czeskiego, nieprzyłączonych w konsekwencji układu monachijskiego do III Rzeszy 30 września 1938 jako Kraj Sudetów (niem. Sudetenland). Większość społeczności międzynarodowej nigdy nie uznała istnienia tego tworu.
Protektorat wchodził w skład tzw. Wielkich Niemiec (Großdeutsches Reich), ale miał wewnętrzny samorząd, natomiast władze Niemiec pozostawiły sobie prawo zawieszania przepisów i zarządzeń władz czeskich. Autonomia była stopniowo ograniczana przez okupanta metodą faktów dokonanych – poprzez infiltrację Gestapo, wzmożone represje, ucisk językowy i rabunek czeskiej gospodarki. Protektorat Czech i Moraw istniał formalnie do końca II wojny światowej. Prezydentem rządu kolaborującego z Niemcami był Emil Hácha, do 15 marca 1939 prezydent Czecho-Słowacji. Społecznym oparciem władz kolaboracyjnych była masowa organizacja Narodowe Zjednoczenie (deklaracje członkowskie podpisało ponad 98% pełnoletnich Czechów).

## Władze
Prezydent
- Emil Hácha 15 marca 1939 – 4 maja 1945

Protektorzy
- Johannes Blaskowitz 15 marca 1939 – 21 marca 1939
- Konstantin von Neurath 21 marca 1939 – 20 sierpnia 1941, nominalnie do 20 sierpnia 1943
- Reinhard Heydrich (zastępca) 29 września 1941 – 4 czerwca 1942
- Kurt Daluege (zastępca) 5 czerwca 1942 – 20 sierpnia 1943
- Wilhelm Frick 20 sierpnia 1943 – 4 maja 1945

Premierzy
- Rudolf Beran 15 marca 1939 – 27 kwietnia 1939
- Alois Eliáš 27 kwietnia 1939 – 29 września 1941
- Jaroslav Krejčí 19 stycznia 1942 – 19 stycznia 1945
- Richard Bienert 19 stycznia 1945 – 5 maja 1945

Ministrowie
Polityka zagraniczna i obronna pozostawały w gestii III Rzeszy

## Kolaboracyjne formacje polityczne, militarne i paramilitarne
- Vlajka
- Narodowo-Socjalistyczna Partia Czeskich Robotników i Chłopów
- Czeska Liga przeciw Bolszewizmowi
- Narodowy Związek Pracujących (Czechy)
- Gwardie Światopełkowe
- Czeski Związek Wojskowy
- Vládní vojsko
- Ochotnicza Kompania SS Świętego Wacława
- Czeskie Bataliony Porządkowo-Ochronne Żandarmerii i Policji Protektoratu
- Aryjski Front Pracy
- cety ZZ
- bataliony ochrony kolei RAD

## Waluta
Jednostkę walutową Protektoratu stanowiła korona Protektoratu Czech i Moraw (emitowano monety i banknoty z napisami w językach niemieckim i czeskim).

## Podział administracyjny

### Lata 1939–1940
(Podział na kraje, powiaty (Oberlandratsbezirke) i przynależące do nich miasta)
| Böhmen          | |
| Budweis         | Budweis, Moldauthein, Neuhaus, Wittingau                                                              |
| Deutsch-Brod    | Chotieborsch, Deutsch Brod, Gumpolds, Kamnitz an der Linde, Ledetsch an der Sasau, Pilgrams, Wlaschim |
| Jitschin        | Horschitz, Jitschin, Jungbunzlau, Münchengrätz, Neupaka, Semil, Starkenbach, Turnau                   |
| Kladno          | Beraun, Kladno, Laun, Rakonitz, Schlan                                                                |
| Klattau         | Blatna, Klattau, Pschestitz, Schüttenhofen, Strakonitz, Taus                                          |
| Kolin           | Böhmisch Brod, Kolin, Kuttenberg, Neu Bidschow, Neuenburg an der Elbe, Podiebrad, Tschaslau           |
| Königgrätz      | Königgrätz, Königinhof an der Elbe, Nachod, Neustadt an der Mettau, Reichenau, Senftenberg            |
| Melnik          | Brandeis an der Elbe, Kralup an der Moldau, Melnik, Raudnitz an der Elbe                              |
| Pardubitz       | Chrudim, Hohenmauth, Leitomischl, Pardubitz, Politschka                                               |
| Pilsen          | Horschowitz, Kralowitz, Pilsen, Rokitzan,                                                             |
| Prag            | Eule, Hauptstadt Prag, Prag-Land, Ritschan                                                            |
| Tabor           | Beneschau, Mühlhausen, Pibrans, Pisek, Seltschan, Tabor                                               |
| Mähren          | |
| Brünn           | Brünn-Land, Landeshauptstadt Brünn, Gaya, Göding, Tischnowitz                                         |
| Iglau           | Datschitz, Groß Meseritsch, Iglau, Mährisch Budwitz, Neustadtl, Trebitsch                             |
| Kremsier        | Holleschau, Kremsier, Wallachisch Meseritsch, Wischau                                                 |
| Mährisch Ostrau | Friedberg, Friedeck, Mährisch Ostrau                                                                  |
| Olmütz,         | Mährisch Weißkirchen, Olmütz-Land, Olmütz-Stadt, Prerau                                               |
| Proßnitz        | Boskowitz, Littau, Proßnitz                                                                           |
| Zlin            | Ungarisch Brod, Ungarisch Hradisch, Wsetin, Zlin                                                      |

### Lata 1940–1942
| Böhmen          | |
| Budweis         | Budweis, Moldauthein, Wittingau, Wodnian                                                                                     |
| Jitschin        | Brandeis an der Elbe, Jitschin, Jungbunzlau, Melnik, Münchengrätz, Neupaka, Semil, Starkenbach, Turnau                       |
| Kladno          | Beraun, Kladno, Kralup an der Moldau, Laun, Rakonitz, Raudnitz an der Elbe, Schlan                                           |
| Klattau         | Blatna, Klattau, Pisek, Pschestitz, Schüttenhofen, Strakonitz, Taus                                                          |
| Kolin           | Böhmisch Brod, Gumpolds, Kolin, Kuttenberg, Ledetsch an der Sasau, Neu Bidschow, Neuenburg an der Elbe, Podiebrad, Tschaslau |
| Königgrätz      | Horschitz, Königgrätz, Königinhof an der Elbe, Nachod, Neustadt an der Mettau, Reichenau, Senftenberg                        |
| Pardubitz       | Chotieborsch, Chrudim, Hohenmauth, Leitomischl, Pardubitz                                                                    |
| Pilsen          | Horschowitz, Kralowitz, Pilsen, Rokitzan,                                                                                    |
| Prag            | Eule, Hauptstadt Prag, Prag-Land, Ritschan                                                                                   |
| Tabor           | Beneschau, Kamnitz an der Linde, Mühlhausen, Pibrans, Pilgrams, Seltschan, Tabor, Wlaschim                                   |
| Mähren          | |
| Brünn           | Boskowitz, Brünn-Land, Landeshauptstadt Brünn, Tischnowitz, Wischau                                                          |
| Iglau           | Groß Meseritsch, Iglau, Mährisch Budwitz, Neustadtl, Teltsch, Trebitsch                                                      |
| Mährisch Ostrau | Friedberg, Friedeck, Mährisch Ostrau, Wallachisch Meseritsch, Wsetin                                                         |
| Olmütz,         | Kremsier, Littau, Mährisch Weißkirchen, Olmütz-Land, Olmütz-Stadt, Proßnitz, Prerau                                          |
| Zlin            | Gaya, Göding, Holleschau, Ungarisch Brod, Ungarisch Hradisch, Zlin                                                           |

### Lata 1942–1945
| Böhmen          | |
| Budweis         | Budweis, Gumpolds, Ledetsch, Pilgrams, Tabor, Wittingau |
| Königgrätz      | Chrudim, Hohenmauth, Jitschin, Königgrätz, Königinhof, Leitomischl, Nachod, Neu Bidschow, Neuenburg, Pardubitz, Reichenau, Semil                                                           |
| Pilsen          | Klattau, Kralowitz Pilsen-Land, Pilsen-Stadt, Pisek, Schüttenhofen, Strakonitz, Taus |
| Prag            | Beneschau, Beraun, Böhmisch Brod, Brandeis, Jungbunzlau, Kladno, Kolin, Laun, Melnik, Pibrans, Prag-Land-Nord, Prag-Land-Süd, Prag-Stadt, Rakonitz, Raudnitz, Schlan, Seltschan, Tschaslau |
| Mähren          | |
| Brünn           | Boskowitz, Brünn-Land, Brünn-Stadt, Gaya, Göding, Ungarisch Brod, Ungarisch Hradisch, Wischau, Zlin                                                                                        |
| Iglau           | Groß Meseritsch, Iglau, Mährisch Budwitz, Neustadtl, Trebitsch |
| Mährisch Ostrau | Friedberg, Kremsier, Littau, Mährisch Ostrau, Mährisch Weißkirchen, Olmütz-Land, Olmütz-Stadt, Prerau, Proßnitz, Wallachisch Meseritsch, Wsetin                                            |

## Miejscowości powyżej 20 tys. ludności (stan na 01.12.1930)

### Czechy
- Praga (848 823)
- Pilzno (114 704)
- Czeskie Budziejowice (43 788)
- Pardubice (28 846)
- Kladno (20 751)

### Morawy
- Brno (264 925)
- Morawska Ostrawa (125 304)
- Ołomuniec (66 440)
- Prościejów (33 481)
- Igława (31 028)
- Przerów (22 280)
- Śląska Ostrawa (22 242)
- Zlin (21 582)[2]

## Ruch oporu
W Protektoracie działał czeski ruch oporu. Działania nie przybrały znaczącego zakresu zbrojnego, działalność konspiracyjną prowadziły KPCz i podziemie beneszowskie (głównie Centralny Komitet Krajowego Ruchu Oporu). Największym sukcesem był udany zamach na protektora Reinharda Heydricha w 1942 roku, przygotowany przez czechosłowacki rząd emigracyjny.
Organizacje ruchu oporu:
- Centrum Polityczne (PÚ)
- Obrona Narodu (ON)
- Komitet Petycyjny „Pozostaniemy wierni” (PVVZ)
- Centralny Komitet Krajowego Ruchu Oporu (ÚVOD)